# Кіршовка
Кі́ршовка (рос. Киршовка) — присілок у складі Ачитського міського округу Свердловської області.
Населення — 5 осіб (2010, 12 у 2002).
Національний склад станом на 2002 рік: росіяни — 100 %.